# Erateina drucei
Erateina drucei är en fjärilsart som beskrevs av Thierry-mieg 1893. Erateina drucei ingår i släktet Erateina och familjen mätare. Inga underarter finns listade i Catalogue of Life.